# James Tobin
James Tobin (n. 5 martie 1918, Champaign⁠(d), Illinois, SUA – d. 11 martie 2002, New Haven, Connecticut, SUA) a fost un economist  american.
A absolvit Universitatea Urbana, din Illinois și Universitatea Harvard, a fost consultantul economic al președintelui american John F. Kennedy și a predat mulți ani la Universitatea Yale. În 1955 a câștigat medalia John Bates Clark și în 1981 a câștigat premiul Nobel pentru economie.
Tobin a apărat și a dezvoltat ideile economiei keynesiene. El credea ca guvernele trebuie să intervină în economie pentru a stabiliza producția și a evita recesiunile. Munca sa academică a inclus contribuții deschizătoare de drumuri la studiul investițiilor, politicii monetare și fiscale și piețelor financiare.
În afara activității academice, Tobin a început să fie cunoscut pentru sugestia de a crea o taxă pentru tranzacțiile cu străinătatea, cunoscută sub numele de taxa Tobin. Aceasta a fost concepută pentru a reduce speculațiile de pe piața valutară, pe care el le-a socotit a fi neproductive. El a mai sugerat faptul că aplicarea taxei ar putea fi folosită pentru a finanța proiecte în beneficiul țărilor lumii a treia sau pentru a sprijini Națiunile Unite.